# Кастелина ин Кјанти
Кастелина ин Кјанти (итал. Castellina in Chianti) је насеље у Италији у округу Сијена, региону Тоскана.
Према процени из 2011. у насељу је живело 1365 становника. Насеље се налази на надморској висини од 561 м.

## Становништво
| 1936. | 1951. | 1961. | 1971. | 1981. | 1991. | 2001. | 2011. |
| ----- | ----- | ----- | ----- | ----- | ----- | ----- | ----- |
| 5.159 | 4.886 | 3.647 | 2.917 | 2.681 | 2.508 | 2.673 | 2.863 |